# Distretto di Bajan-Ovoo (Ômnôgov')
Il distretto di Bajan-Ovoo  è uno dei quindici distretti (sum) in cui è suddivisa la provincia dell'Ômnôgov', in Mongolia. Conta una popolazione di 1.574 abitanti (censimento 2009). 